# Lonzino di fico
Il lonzino di fico, chiamato anche lonza di fico, lonzetta di fico, o salame di fico, è un dolce tipico marchigiano, prodotto soprattutto nella provincia di Ancona.
Il lonzino di fico è riconosciuto  prodotto agroalimentare tradizionale delle  campagne marchigiane dove i fichi, un tempo coltivati in grande abbondanza, erano divenuti una vera rarità: per salvaguardare e rilanciare questa produzione tradizionale, nel 1999 Slow food ha deciso di costituire un Presidio.

## Caratteristiche
Di forma cilindrica con una lunghezza tra 15 e 20 centimetri e circa 6 di diametro, si presenta avvolto da foglie di fico legate con fili proprio come una lonza. Al taglio il prodotto mostra un colore bruno-dorato con inserti chiari di frutta a guscio disseminati nella pasta. Il sapore è gradevole e dolce, si percepisce nettamente il gusto del fico essiccato, con un forte sentore di frutta a guscio.

## Metodo di ottenimento[4]
Si ottiene macinando insieme fichi "dottati" oppure "brogiotti", seccati, con piccoli pezzi di noce, mandorle, semi di anice stellato e spesso anche pezzetti di cedro.  Talvolta può essere aggiunta della sapa o del mistrà. L'impasto così ottenuto viene modellato finché non assume la forma di una lonza e viene poi avvolto nelle foglie.
Il lonzino va degustato a fine pasto, tagliato a fettine o accompagnato con un formaggio  abbastanza stagionato e abbinandolo a un vino passito.